# Ji-young Yoo
Ji-young Yoo est une actrice américaine notamment connue pour incarner Sarah dans The Sky Is Everywhere.

## Biographie
Elle est originaire du Colorado. Elle a étudié à l'Université de Californie du Sud avec une spécialisation en études cinématographiques et médiatiques.

## Jeunesse et formation
SunHee Seo est née à Denver dans le Colorado, de parents immigrés sud-coréens. Elle a été élève à la Colorado Academy, où elle figurait sous le nom de « SunHee Morgan Seo » dans le journal de l’année 2017. Elle s’est également formée au Denver Center for the Performing Arts ainsi qu’au Perry-Mansfield Performing Arts School & Camp. Elle a entamé des études de cinéma et de médias à l’Université de Californie du Sud (USC), mais a interrompu son cursus à 21 ans pour tourner dans la mini-série Expats, avant d’obtenir son diplôme. Dans une interview accordée à Douglas Greenwood pour le magazine i-D et publiée le 24 avril 2025, elle a exprimé son souhait de reprendre ses études à l’avenir, tout en reconnaissant que le coût élevé de l’enseignement supérieur aux États-Unis rendait ce projet incertain.
Elle a adopté le nom de scène Ji-young Yoo en partie pour marquer une séparation entre sa vie privée et sa carrière, et en partie parce que son nom de naissance était fréquemment mal prononcé. D’après l’actrice, on lui a souvent dit que son prénom était « difficile » à prononcer et on l’a encouragée à le modifier. Elle a choisi des syllabes faciles à articuler pour les anglophones, tout en conservant une consonance coréenne. Dans un entretien avec Rebecca Sun pour The Hollywood Reporter, elle déclare : « J’espère que nous avons dépassé l’époque où les Américains d’origine asiatique ressentaient le besoin de s’assimiler ou de se rendre plus acceptables aux yeux des prescripteurs culturels occidentaux. J’espère que ma fidélité à mon identité m’ouvrira plus de portes qu’elle ne m’en fermera ».

## Carrière
En 2021, elle apparaît dans la comédie Moxie d'Amy Poehler. 
Elle obtient son premier grand rôle principal en 2022, dans le teen movie The Sky Is Everywhere de Josephine Decker,  pour lequel elle a reporté son dernier semestre à l'Université de Californie du Sud. Par la suite, elle tourne dans la série télévisée Expats de Prime Video.

## Filmographie

### Cinéma
| Année | Titre                 | Rôle                  | Remarques              |
| ----- | --------------------- | --------------------- | ---------------------- |
| 2021  | Moxie                 | Casey                 | Crédited as SunHee Seo |
| 2022  | The Sky Is Everywhere | Sarah                 |                        |
| 2023  | Smoking Tigers        | Hayoung               |                        |
| 2024  | Freaky Tales          | Tina                  |                        |
| 2025  | Until Dawn            | Megan                 |                        |
| 2025  | K-Pop: Demon Hunters  | Zoey (voix originale) | En post-production     |

### Télévision
| Année | Titre         | Rôle                                                   | Remarques                            |
| ----- | ------------- | ------------------------------------------------------ | ------------------------------------ |
| 2020  | Sweet Home    | Lee Eun Yoo (voix)                                     | Rôle récurrent, 10 épisodes          |
| 2022  | We Baby Bears | Voix de : Têtes de moutons / Étudiante 2 / Étudiante 3 | 1 épisode, créditée comme SunHee Seo |
| 2024  | Expats        | Mercy                                                  | Mini-série, 6 épisodes               |